# Alpercata
Alpercata este un oraș din unitatea federativă Minas Gerais, Brazilia.